# NGC 786
NGC 786 је спирална галаксија у сазвежђу Ован која се налази на NGC листи објеката дубоког неба.
Деклинација објекта је + 15° 38' 46" а ректасцензија 2h 1m 24,6s. Привидна величина (магнитуда) објекта NGC 786 износи 13,5 а фотографска магнитуда 14,4. NGC 786 је још познат и под ознакама UGC 1506, MCG 2-6-12, CGCG 438-13, KCPG 50, IRAS 01587+1524, PGC 7680.